# Wilhelm Maubach
 Wilhelm Maubach  (* 1907; † 10. Dezember 1964 in Mönchengladbach) war ein deutscher Politiker und von 1956 bis Oktober 1964 Oberbürgermeister der Stadt Mönchengladbach für die CDU. Nach einer achtjährigen Amtszeit wurde er von seiner Partei nicht wieder aufgestellt, an seiner Stelle wurde Wilhelm Wachtendonk nominiert. In der Nacht zum 10. Dezember 1964 beging er nach seiner ersten Ratssitzung als einfaches Ratsmitglied Suizid.

## Leben
Während seiner Amtszeit wurde das neue Stadttheater gebaut.

## Trivia
In Mönchengladbach wurde eine Straße nach ihm benannt.